# Безак
Безак (фр. Bézac) насеље је и општина у јужној Француској у региону Миди Пирене, у департману Арјеж која припада префектури Памје.
По подацима из 2011. године у општини је живело 315 становника, а густина насељености је износила 37,72 становника/km². Општина се простире на површини од 8,35 km². Налази се на средњој надморској висини од 287 метара (максималној 390 m, а минималној 248 m).

## Демографија
| 1962. | 1968. | 1975. | 1982. | 1990. | 1999. | 2011. |
| ----- | ----- | ----- | ----- | ----- | ----- | ----- |
| 107   | 125   | 136   | 164   | 202   | 227   | 315   |

График промене броја становника у току последњих година